# سیارک ۷۱۴۸
سیارک ۷۱۴۸ (به انگلیسی: 7148 Reinholdbien، نامگذاری:1047T-1) هفت هزار و صد و چهل و هشتمین سیارک کشف شده‌است که در ۲۵ مارس ۱۹۷۱ کشف شد.
قدر مطلق سیارک برابر ۱۳٫۰۰ است.